# BRIT Awards/International Song
Der BRIT Award for International Song wurde 2022 eingeführt.
In den 2000er Jahren gab es eine Auszeichnung für internationale Alben. Ab 2012 wurden nur noch Einzelinterpreten und Musikgruppen ausgezeichnet, Preise für Lieder und Alben gab es nur national. Da 2022 die Trennung in männliche und weibliche Interpreten aufgehoben wurde, wurde die Songkategorie als dritte internationale Kategorie eingeführt.
Die Gewinner und Nominierten werden von einem Komitee bestehend aus knapp 1.200 Mitgliedern gewählt. Das Wahlkomitee besteht aus Musikern/Musikschaffenden, Mitarbeitern des Musikgewerbes, von Plattenfirmen und der Musikmedien, Managern, Produzenten, Promotern und anderen Musikdienstleistern.
Wie beim British Song of the Year gab es 2022 zu Jahresbeginn 15 Nominierungen, der Gewinnersong wurde im Rahmen der Verleihungsshow Anfang März verkündet. 2023 verringerte man auf 10 Nominierungen, um ab 2024 wieder zu 15 Vorabnennungen zurückzukehren.
Erste Gewinnerin 2022 war Olivia Rodrigo mit ihrem Song Good 4 U.

## Übersicht
| Jahr | Gewinnersong                     | Nominierte Songs |
| ---- | -------------------------------- | --- |
| 2022 | Olivia Rodrigo – Good 4 U        | - ATB, Topic & A7S – Your Love (9PM) - Billie Eilish – Happier Than Ever - CKay featuring Joeboy and Kuami Eugene – Love Nwantiti Remix (Ah Ah Ah) - Doja Cat featuring SZA – Kiss Me More - Drake featuring Lil Baby – Girls Want Girls - Galantis, David Guetta & Little Mix – Heartbreak Anthem - Jonasu – Black Magic - The Kid Laroi & Justin Bieber – Stay - Lil Nas X – Montero (Call Me by Your Name) - Lil Tjay & 6lack – Calling My Phone - Måneskin – I Wanna Be Your Slave - Polo G – Rapstar - Tiësto – The Business - The Weeknd – Save Your Tears |
| 2023 | Beyoncé – Break My Soul          | - David Guetta & Bebe Rexha – I’m Good (Blue) - Fireboy DML & Ed Sheeran – Peru - Carolina Gaitán, Mauro Castillo, Adassa, Rhenzy Feliz, Diane Guerrero und Stephanie Beatriz – We Don’t Talk About Bruno - Gayle – ABCDEFU - Jack Harlow – First Class - Lizzo – About Damn Time - Lost Frequencies & Calum Scott – Where Are You Now - OneRepublic – I Ain’t Worried - Taylor Swift – Anti-Hero |
| 2024 | Miley Cyrus – Flowers            | - Billie Eilish – What Was I Made For? - David Kushner – Daylight - Doja Cat – Paint the Town Red - Jazzy – Giving Me - Libianca – People - Meghan Trainor – Made You Look - Noah Kahan – Stick Season - Oliver Tree und Robin Schulz – Miss You - Olivia Rodrigo – Vampire - Peggy Gou – (It Goes Like) Nanana - Rema – Calm Down - SZA – Kill Bill - Tate McRae – Greedy - Tyla – Water |
| 2025 | Chappell Roan – Good Luck, Babe! | - Benson Boone – Beautiful Things - Beyoncé – Texas Hold ’Em - Billie Eilish – Birds of a Feather - Djo – End of Beginning - Eminem – Houdini - Hozier – Too Sweet - Jack Harlow – Lovin on Me - Noah Kahan – Stick Season - Post Malone featuring Morgan Wallen – I Had Some Help - Sabrina Carpenter – Espresso - Shaboozey – A Bar Song (Tipsy) - Taylor Swift featuring Post Malone – Fortnight - Teddy Swims – Lose Control - Tommy Richman – Million Dollar Baby                                                                                           |

## Statistik
Stand: 2025
| Nominierungen | Interpret      |
| ------------- | -------------- |
| 3             | Billie Eilish  |
| 2             | Beyoncé        |
| 2             | Doja Cat       |
| 2             | David Guetta   |
| 2             | Jack Harlow    |
| 2             | Noah Kahan     |
| 2             | Olivia Rodrigo |
| 2             | Post Malone    |
| 2             | SZA            |
| 2             | Taylor Swift   |

Anmerkung
In den ersten vier Ausgaben gewannen vier verschiedene Interpreten. Beyoncé (2023) und Chappell Roan (2025) gewannen im selben Jahr neben International Song auch in der Kategorie Best International Artist of the Year.